# Eight Misbehavin’
«Eight Misbehavin» (с англ. — «Восемь шалунов») — седьмой эпизод одиннадцатого сезона мультсериала «Симпсоны». Впервые вышел в эфир 21 ноября 1999 года.

## Сюжет
Апу и его жена решают завести ребёнка. Но пара перебарщивает с зачаточными лекарствами и случается невероятное: через девять месяцев Манджула рожает восьмерню. Жители Спрингфилда празднуют появление малышей на свет, а местные компании осыпают Апу и Манджулу бесплатными товарами. Но когда молодая пара из Шелбивиля даёт жизнь девятерне, всё внимание переходит к ним. Апу с Манджулой приходится растить детей в одиночку. Но это задача не из лёгких — вскоре Апу понимает, что не готов выполнить её до конца. Владелец Спрингфилдского зоопарка Ларри Кидкилл предлагает Апу и Манджуле за деньги растить детей в стеклянной комнате зоопарка и Апу, не раздумывая, соглашается. Но вскоре он понимает, что натворил, и решает увезти свою семью из зоопарка, но вдруг обнаруживает, что не может расторгнуть контракт, который сам же и подписал. Гомер и Апу под покровом ночи крадут детей, но Кидкилл догоняет их, и Гомеру, ради счастья семьи Апу, приходится самому выступать в зоопарке вместе маленьких звёзд.
Сюжет основан на реальной истории пятерняшек Дион.